# Loren Bouchard
Loren Hal Bouchard (né le 10 octobre 1969  est un scénariste et producteur américain de télévision.

## Filmographie

### Comme producteur
- 1997 : Science Court (en) (série TV)
- 1995-2002 : Dr Katz (série TV)
- 2002 : Saddle Rash (en) (série TV)
- 1999-2004 : Home Movies (série TV)
- 2005-2007 : Lucy: The Daughter of the Devil (en) (série TV)
- 2010 : The Ricky Gervais Show (en) (série TV)
- 2011-2022 : Bob's Burgers (série TV)
- 2020 : Central park (série TV)